# Herzogsberge
Die Herzogsberge sind ein Naturschutzgebiet in den niedersächsischen Gemeinden Cremlingen und Sickte im Landkreis Wolfenbüttel.

## Allgemeines
Das Naturschutzgebiet mit dem Kennzeichen NSG BR 150 ist rund 266 Hektar groß. Der größte Teil des Naturschutzgebietes liegt innerhalb des FFH-Gebietes „Wälder und Kleingewässer zwischen Mascherode und Cremlingen“. Das Naturschutzgebiet ersetzte Teile des ehemaligen Landschaftsschutzgebietes „Herzogsberge und angrenzende Landschaftsteile“, von dem es teilweise umgeben war. Im August 2019 ging das Landschaftsschutzgebiet im neu ausgewiesenen Landschaftsschutzgebiet „Nieder- und Oberdahlumer Holz, Lagholz, Hötzumer Forst, Obersickter Holz und angrenzende Landschaftsteile“ auf. Das Gebiet steht seit dem 19. Juli 2019 unter Naturschutz. Zuständige Naturschutzbehörde ist der Landkreis Wolfenbüttel.

## Beschreibung
Das Naturschutzgebiet liegt südöstlich von Braunschweig. Es stellt Offenlandbereiche des ehemaligen Standortübungsplatzes bei Cremlingen auf hügeligem Relief sowie im Westen und Süden daran angrenzende Waldbereiche mit naturnahen und strukturreichen Eichen- und Buchenmischwäldern unter Schutz. Die Offenlandbereiche sind als magere Flachland-Mähwiesen und Pfeifengraswiesen ausgeprägt. Darin eingebettet sind kleinflächige Sandmagerrasen und Offenbodenstellen sowie kleine Gehölzflächen. Stellenweise sind teilweise nur temporär wasserführende Stillgewässer zu finden. Reitlingsgraben und Cremlinger Bach und einige ihnen zufließende Bäche durchziehen das Naturschutzgebiet. An feuchten Stellen sind Röhrichte und Seggenriede ausgebildet. Im Norden des Naturschutzgebietes befindet sich eine Solequelle in einer hochstaudenreichen Nasswiese. Ein 127 Hektar großer Teil des Naturschutzgebietes ist seit Ende 2017 Teil des Nationalen Naturerbes.

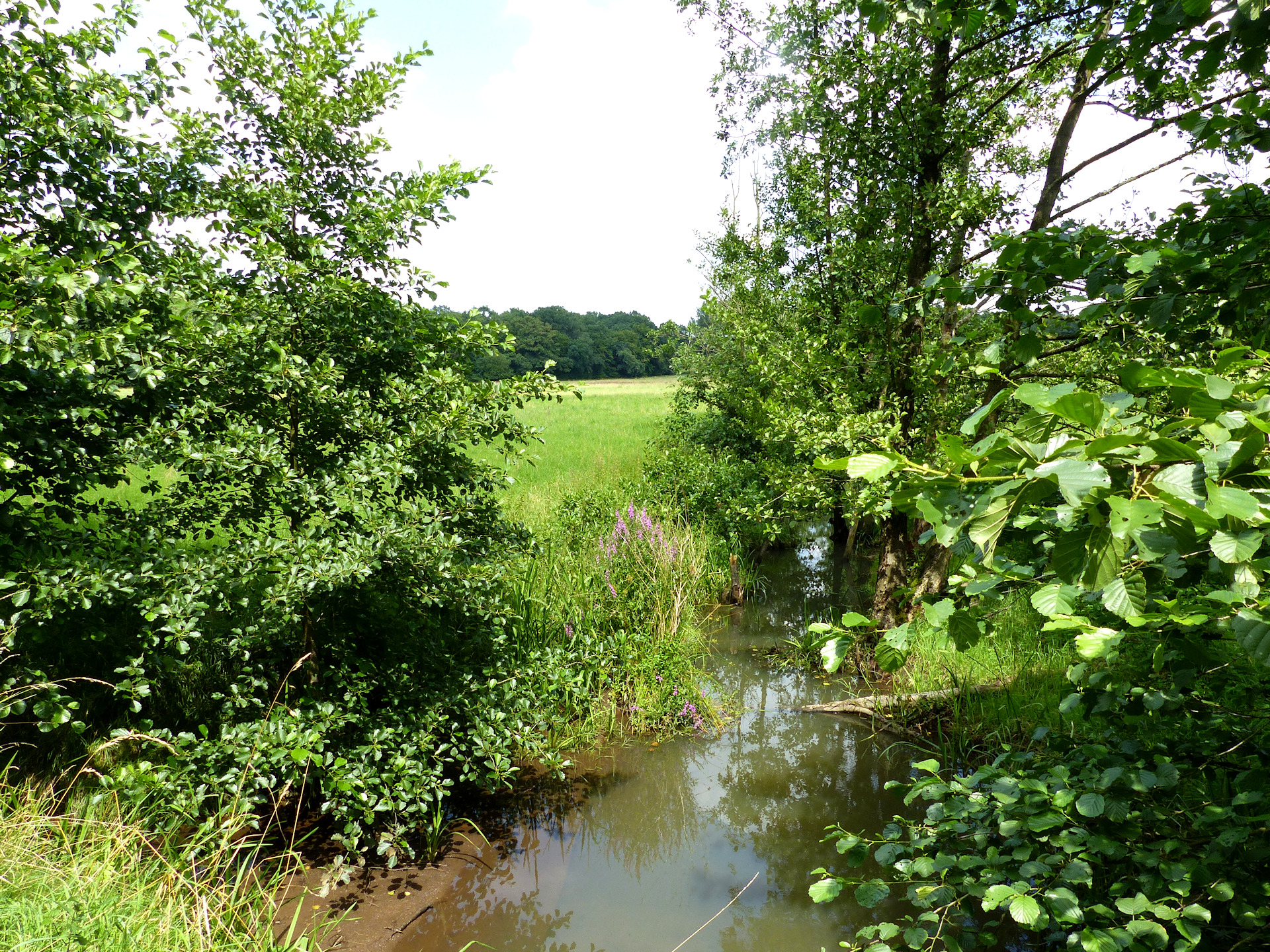
Cremlinger Bach

Das Naturschutzgebiet ist Lebensraum einer artenreichen Flora und Fauna.
Die extensiv bewirtschafteten Mähwiesen beherbergen verschiedene Gräser, darunter Wiesenfuchsschwanz, Gewöhnliches Ruchgras, Glatthafer und Wiesenkammgras, außerdem Wiesenschaumkraut, Kuckuckslichtnelke, Deutsches Filzkraut, Wiesenmargerite, Scharfen Hahnenfuß und Knolligen Hahnenfuß. Die in erster Linie auf feuchten Standorten im Norden des Naturschutzgebietes ausgebildeten Pfeifengraswiesen beherbergen unter anderem Sumpfschafgarbe, Heilziest, Geflecktes Knabenkraut, Breitblättriges Knabenkraut, Nordisches Labkraut, Knäuelbinse, Echte Schlüsselblume, Großes Flohkraut, Färberscharte und Trollblume. Die Nasswiese an der Solequelle beherbergt in salzigem Milieu z. B. Gewöhnlichen Salzschwaden, Sumpfdotterblume, Wiesensilge und Heilziest, vereinzelt auch Trollblume. Die Grünländer im Naturschutzgebiet werden zur Pflege zeitweise mit Schafen beweidet.
Die Stillgewässer mit naturnahen Gewässerstrukturen und flachen Ufer- und Verlandungsbereichen verfügen über eine gut entwickelte Wasservegetation mit Laichkraut- und Froschbissgesellschaften u. a. mit Schwimmendem Laichkraut, Haarblättrigem Laichkraut und Dreifurchiger Wasserlinse.
Im Herbst 2018 wurden teilweise stark verlandete und zugewachsene Stillgewässer saniert und so als Lebensraum für Amphibien aufgewertet.
Die Wälder sind teilweise als Hainsimsen- bzw. Waldmeister-Buchenwälder ausgeprägt. Sie werden von der Rotbuche als dominierender Baumart geprägt. Dazu gesellen sich Stieleiche und Bergahorn. In der Krautschicht siedeln unter anderem Pillensegge, Drahtschmiele und Goldenes Frauenhaarmoos bzw. Waldsegge, Waldmeister, Gewöhnliche Goldnessel und Waldflattergras. An feuchten Standorten stocken feuchte Eichen- und Hainbuchenmischwälder mit einem hohen Anteil von Stieleiche und Hainbuche. In der Krautschicht siedeln unter anderem Gewöhnliches Hexenkraut, Rasenschmiele und Sternmiere. Entlang des Reitlingsgrabens stocken teilweise Auwälder mit Erle und Esche als dominierende Baumarten. In der Krautschicht sind u. a. Berle, Waldschachtelhalm, Echte Brunnenkresse, Sumpfsegge, Bachnelkenwurz, Riesenschwingel und Echtes Mädesüß zu finden. Die Wälder auf teilweise historisch alten Waldstandorten mit zuweilen über 200-jährige Buchen verfügen stellenweise über einen hohen Alt- und Totholzanteil sowie bisweilen bedeutende Orchideenvorkommen. Über 40 Hektar der Wälder im Naturschutzgebiet sind Teil des NWE-10-Programms der Niedersächsischen Landesforsten zur natürlichen Waldentwicklung.
Das Naturschutzgebiet beherbergt neben den bereits genannten noch zahlreiche weitere Pflanzenarten, darunter Märzenbecher, Einbeere, Gelbes Windröschen, Geflecktes Lungenkraut, Hohe Schlüsselblume, Zwiebel-Zahnwurz, Kleiner Baldrian, Kleines Tausendgüldenkraut, Sibirische Schwertlilie, Violette Stendelwurz, Männliches Knabenkraut, Kleines Filzkraut, Sandstrohblume, Bergsandglöckchen, Teufelsabbiss, Kleiner Vogelfuß, Knollen-Platterbse, Buntes Vergissmeinnicht, Gewöhnliche Natternzunge, Sumpfquendel, Kümmelsilge, Aufrechter Ziest, Bauernsenf, Traubenfederschwingel sowie die Pilzarten Goldgelbe Wiesenkeule und Trockene Erdzunge.
Im Naturschutzgebiet sind verschiedene Amphibien heimisch, so Kreuzkröte, Knoblauchkröte, Moorfrosch, Springfrosch, Kleiner Wasserfrosch, Bergmolch und Kammmolch. Kreuz- und Knoblauchkröte kommen hier am Ostrand ihres Verbreitungsgebietes vor. Weiterhin ist das Gebiet Lebensraum zahlreicher Libellen wie Südliche Binsenjungfer, Gemeine Binsenjungfer, Hufeisen-Azurjungfer, Becherjungfer, Plattbauch, Vierfleck, Blutrote Heidelibelle, Weidenjungfer und Große Pechlibelle. Die Offenlandbereiche bieten Heuschrecken wie der Blauflügeligen Ödlandschrecke und der Blauflügeligen Sandschrecke einen geeigneten Lebensraum. Außerdem sind Insekten z. B. durch die Schmetterlinge Großes Eichenkarmin, Schachbrettfalter, Wegerich-Scheckenfalter und Jakobskrautbär sowie verschiedene totholzbewohnende Käferarten wie Hirschkäfer und Sägebock vertreten.
Das Gebiet ist auch Lebensraum verschiedener Fledermäuse. So kommen hier Mopsfledermaus, Breitflügelfledermaus, Wasserfledermaus, Großes Mausohr, Kleine Bartfledermaus, Kleinabendsegler, Großer Abendsegler, Rauhautfledermaus, Bechsteinfledermaus, Fransenfledermaus, Zwergfledermaus, Mückenfledermaus und Braunes Langohr vor.
Vögel sind u. a. durch Heidelerche, Feldlerche, Steinschmätzer, Baumpieper, Wiesenpieper, Trauerschnäpper, Braunkehlchen, Schwarzkehlchen, Kiebitz, Rebhuhn, Neuntöter, Hohltaube, Schwarzspecht, Grünspecht, Kleinspecht und Wendehals vertreten.

## Sonstiges
Der Bereich einer forstlichen Ausbildungsstätte der Niedersächsischen Landesforsten im Westen des Naturschutzgebietes ist aus dem Geltungsbereich der Naturschutzverordnung ausgenommen. Das Gebiet dient seit der Aufgabe der militärischen Nutzung im Jahr 2003 auch als Naherholungsgebiet. Zum Schutz der Flora und Fauna besteht ein Wegekonzept. Seit 2008 wird hier auch ein Waldkindergarten betrieben.

## Anmerkung
1. ↑  NWE steht für Natürliche Waldentwicklung